# Nova Twins
Nova Twins ist eine englische Rock-Band aus London.

## Geschichte
Die Band besteht aus der Gitarristin Amy Love und der Bassistin Georgia South, die beide seit ihrer Kindheit befreundet sind. Beide spielten zuvor in verschiedenen Bands, bevor sie im Jahre 2014 die Band BRAATS gründeten und noch im selben Jahr ihre erste Single Bad Bitches veröffentlichten. Ende 2014 wurde der Bandname in Nova Twins geändert, bevor das Duo im April 2015 mit Bassline Bitch ihre erste Single unter dem heutigen Namen veröffentlichte. Das Plattenlabel Robotunes wurde auf die Nova Twins aufmerksam und nahm die Band unter Vertrag. Ein Jahr später wurde die selbst betitelte EP veröffentlicht. Im Jahr 2017 veröffentlichte die Band die EPs Thelma and Louise sowie Mood Swings und tourte im Vorprogramm von Prophets of Rage, Wolf Alice und Skunk Anansie.
Ein Jahr später folgten weitere Tourneen durch Europa und Nordamerika. Ende 2018 nahmen die Nova Twins mit dem Produzenten Jim Abbiss ihr Debütalbum auf. Das Jahr 2019 brachten weitere Tournee im Vorprogramm von Fever 333 und Prophets of Rage sowie Auftritte bei den Festivals Nova Rock, Open Air Gampel und Hellfest. Ende des Jahres wurden die Nova Twins vom Plattenlabel 333 Wreckords Crew unter Vertrag genommen. Am 28. Februar 2020 erschien das Debütalbum Who Are the Girls?. Bei den Heavy Music Awards 2020 wurde das Duo in der Kategorie Best UK Breakthrough Artist ausgezeichnet. Die Nova Twins traten bei dem Lied 1×1 von Bring Me the Horizon als Gastsängerinnen auf.
Ein Jahr später erhielt die Band den Preis für das beste Video. Ebenfalls 2021 traten die Nova Twins bei den Reading and Leeds Festivals auf. Anschließend nahm das Duo zusammen mit Jim Abbiss und Romesh Dodangoda ihr zweites Studioalbum Supernova auf. Dieses erschien am 17. Juni 2022 über Marshall Records und erreichte Platz 27 der britischen Albumcharts. Die Band gewann bei den Kerrang! Awards 2022 in der Kategorie Best British Breakthrough und wurde für den Mercury Prize und den NME Awards in den Kategorien Best Band in the World und Best Band from the UK nominiert. Die Preise gingen jedoch an Little Simz, Fontaines D. C. bzw. Bring Me the Horizon. Im Sommer 2022 spielte die Band bei den Festivals Frequency und Slam Dunk Festival. Das britische Magazin Kerrang kürte die Nova Twins zur Band des Jahres 2022 und Supernova zum Album des Jahres.
Die Nova Twins wurden bei den BRIT Awards 2023 in den Kategorien Group of the Year und Best Rock / Alternative Act nominiert. Die Preise gingen jedoch an die Bands Wet Leg bzw. The 1975.

## Stil
James Wilkinson von Allmusic beschrieb die Nova Twins als ein Duo, das „innovativ Grime, Punk und Heavy Rock mit einem D.I.Y.-Ethos“ verbindet. Paul Lester vom The Guardian beschrieb die Nova Twins als „basslastigen Krach mit jähzornig-anspielenden Gesang“. Alex Rusted vom Onlinemagazin PRS for Music bezeichnete die Nova Twins als genrebiegende Verschmelzung von roher Punkenergie, der Elektronik eines illegalen Rave und einer unverfrorenen Grimeattitüde. Die Band selbst bezeichnet ihren Stil als „Urban Punk“ und nennen Bands und Künstler wie MC5, Missy Elliott, Skunk Anansie und Skepta als Einflüsse. Amy Love besuchte die British Academy of New Music in London. Zu ihren Kommilitonen damals gehörten Ed Sheeran und Rita Ora.

## Diskografie
Alben

| Jahr | Titel Musiklabel                      | Höchstplatzierung, Gesamtwochen, AuszeichnungChartsChartplatzierungen (Jahr, Titel, Musiklabel, Platzierungen, Wochen, Auszeichnungen, Anmerkungen) | Anmerkungen                            |
| Jahr | Titel Musiklabel                      | UK | Anmerkungen                            |
| ---- | ------------------------------------- | --- | -------------------------------------- |
| 2020 | Who Are the Girls? 333 Wreckords Crew | — | Erstveröffentlichung: 28. Februar 2020 |
| 2022 | Supernova Marshall Records            | UK27 (1 Wo.)UK | Erstveröffentlichung: 17. Juni 2022    |

| EPs - 2016: Nova Twins - 2017: Thelma and Louise - 2017: Mood Swings | Kollaborationen - 2020: 1×1 (mit Bring Me the Horizon) - 2020: Flitch (mit Tsar B) - 2023: Bad Trip (mit Pussy Riot) |

Musikvideos
- 2015: Bassline Bitch
- 2017: Wave
- 2017: Thelma and Louise
- 2017: Mood Swings
- 2018: Hit Girl
- 2018: Lose Your Head
- 2019: Devil’s Face
- 2019: Vortex
- 2020: Taxi
- 2020: Play Fair
- 2021: Antagonist
- 2022: K.M.B.
- 2022: Choose Your Fighter
- 2025: Monsters

## Musikpreise
| Preis              | Jahr | Kategorie                   | für                | Resultat  |
| ------------------ | ---- | --------------------------- | ------------------ | --------- |
| BRIT Awards        | 2023 | Group of the Year           | Nova Twins         | Nominiert |
| BRIT Awards        | 2023 | Best Rock / Alternative Act | Nova Twins         | Nominiert |
| Heavy Music Awards | 2020 | Best UK Breakthrough Artist | Nova Twins         | Gewonnen  |
| Heavy Music Awards | 2021 | Best UK Artist              | Nova Twins         | Nominiert |
| Heavy Music Awards | 2021 | Best Video                  | Taxi               | Gewonnen  |
| Heavy Music Awards | 2022 | Best UK Artist              | Nova Twins         | Nominiert |
| Heavy Music Awards | 2023 | Best Album                  | Supernova          | Nominiert |
| Heavy Music Awards | 2023 | Best UK Artist              | Nova Twins         | Nominiert |
| Heavy Music Awards | 2023 | Best UK Liva Artist         | Nova Twins         | Nominiert |
| Heavy Music Awards | 2023 | Best Video                  | Chose Your Fighter | Nominiert |
| Heavy Music Awards | 2024 | Best UK Artist              | Nova Twins         | Nominiert |
| Kerrang! Awards    | 2022 | Best British Breakthrough   | Nova Twins         | Gewonnen  |
| Mercury Prize      | 2022 | –                           | Nova Twins         | Nominiert |
| MOBO Awards        | 2022 | Best Alternative Music Act  | Nova Twins         | Nominiert |
| NME Awards         | 2022 | Best Band in the World      | Nova Twins         | Nominiert |
| NME Awards         | 2022 | Best Band from the UK       | Nova Twins         | Nominiert |